# Meån (naturreservat)
Meån är ett naturreservat i Ragunda kommun i Jämtlands län.
Området är naturskyddat sedan 2017 och är 39 hektar stort. Reservatet omfattar området omkring en cirka en kilometer lång sträcka av Meån och består av granskog i ådalen och i dess södra del av kärrartad lövsunpskog och blandsumpskog.